# 熱海郵便局
熱海郵便局（あたみゆうびんきょく）
- 静岡県熱海市にある郵便局。本記事にて記述する。
- 福島県郡山市にある郵便局。局番号は82070。

熱海郵便局（あたみゆうびんきょく）は静岡県熱海市にある郵便局。民営化前の分類では集配普通郵便局であった。

## 概要
住所：〒413-8799 静岡県熱海市水口町13-14

## 沿革
- 1873年（明治6年）7月1日 - 熱海郵便取扱所として開設[1]。
- 1875年（明治8年）1月1日 - 熱海郵便局（五等）となる。
- 1878年（明治11年） - 為替取扱を開始。
- 1879年（明治12年） - 貯金取扱を開始。
- 1891年（明治24年）6月1日 - 熱海郵便電信局となる。
- 1903年（明治36年）4月1日 - 通信官署官制の施行に伴い熱海郵便局となる。
- 1984年（昭和59年）4月9日 - 熱海市中央町から、同市水口町に局舎を新築、移転[2]。
- 1985年（昭和60年）2月1日 - 電話通話および和文電報受付業務を開始。
- 1992年（平成4年）8月3日 - 外国通貨の両替および旅行小切手の売買に関する業務取扱を開始。
- 2006年（平成18年）10月1日 - 南熱海郵便局から「413-01xx」区域の集配業務を移管[3]。
- 2007年（平成19年）10月1日 - 民営化に伴い、併設された郵便事業熱海支店に一部業務を移管。
- 2012年（平成24年）10月1日 - 日本郵便株式会社発足に伴い、郵便事業熱海支店を熱海郵便局に統合。

## 取扱内容
- 郵便、印紙、ゆうパック、内容証明
- 貯金、為替、振替、振込、国際送金、外貨両替・トラベラーズチェック、国債、投資信託
- 生命保険、バイク自賠責保険、自動車保険、変額年金保険、がん保険、引受条件緩和型医療保険
- ゆうちょ銀行ATM
- 「413-00xx」「413-01xx」区域（熱海市の全域、伊東市（グリーンヒル別荘地））の集配業務
- ゆうゆう窓口

## 周辺
- 熱海市役所
- 熱海温泉
- 国道135号
- 初川

## アクセス
- JR伊東線 来宮駅から南東へ約700m（徒歩約9分）
- 伊豆箱根バス 仲田停留所下車
- 駐車場あり：10台